# Uaru fernandezyepezi
Uaru fernandezyepezi es una especie de peces de la familia Cichlidae en el orden de los Perciformes.

## Morfología
Los machos pueden llegar alcanzar los 19 cm de longitud total.

## Hábitat
Vive en zonas de clima tropical entre 30 °C-34 °C de temperatura.

## Distribución geográfica
Se encuentran en Sudamérica:  cuenca del río Atabapo (cuenca del río Orinoco ).